# Piers Morgan Tonight
Пирс Морган Сегодня Вечером (англ. Piers Morgan Tonight) — ток-шоу на американском канале CNN, которое вёл Пирс Морган. Премьера шоу состоялась 17 января 2011 года и это шоу заняло время эфира Шоу Ларри Кинга. Музыкальная тема была написана Энтони Джеймсом, композитором и исполнительным директором британской компании Music Candy, и Йоргосом Беллапейсиотисом, креативным директором Music Candy. Первым гостем Моргана была Опра Уинфри.
Шоу Пирса Моргана в США и Канаде показывали на CNN, а в остальном мире на CNN International.

## Рейтинги
После хорошего старта на дебютном шоу и в три раза больших просмотров, чем у Кинга, у программы постоянно снижались рейтинги. В первый раз шоу Пирса Моргана смотрели 2,1 млн американских зрителей, но на втором выпуске рейтинги опустились до 1,3 млн человек. 28 января 2011 года шоу смотрело только 498 тысяч человек. По состоянию на 28 февраля 2011 года шоу смотрело около 1 346 000 человек, по большей части из-за того, что тогда показывали интервью с Чарли Шином, чьё ненормальное поведение попало тогда на заголовки газет.